# Atarba anthracina
Atarba anthracina är en tvåvingeart som beskrevs av Alexander 1937. Atarba anthracina ingår i släktet Atarba och familjen småharkrankar. Inga underarter finns listade i Catalogue of Life.